# Evangelij po Jerneju
Evangelij po Jerneju je izgubljeno besedilo, ki se uvršča med novozavezne apokrife in je omenjeno v nekaterih zgodnjih virih. Možno je, da gre dejansko za Jernejeva vprašanja ali Vstajenje Jezusa Kristusa (avtorstvo obeh se pripisuje Jerneju) ali za nič od tega.
Sveti Hieronim v predgovoru k svojim komentarjem Mateja omenja množico apokrifnih evangelijev, med drugim tudi Evangelij po Jerneju. Avtor dela Decretum Gelasianum navaja »Evangelij v Jernejevem imenu« v seznamu prepovedanih in zavrženih spisov.